# Виступи граніту біля с. Кам'яно-Костувате
Виступи граніту біля с. Кам'яно-Костувате — геологічна пам'ятка природи місцевого значення в Україні. Розташована на території Братського району Миколаївської області, у межах Кам'яно-Костуватської сільської ради.
Площа — 5 га. Статус надано згідно з рішенням Миколаївської обласної ради № 448 від 23.10.1984 року задля збереження рослинності гранітних відслонень.
Пам'ятка природи розташована на північ від села Кам'яно-Костувате.
Територія заповідного об'єкта слугує для збереження та охорони відслонень кристалічних порід.